# Révolution républicaine

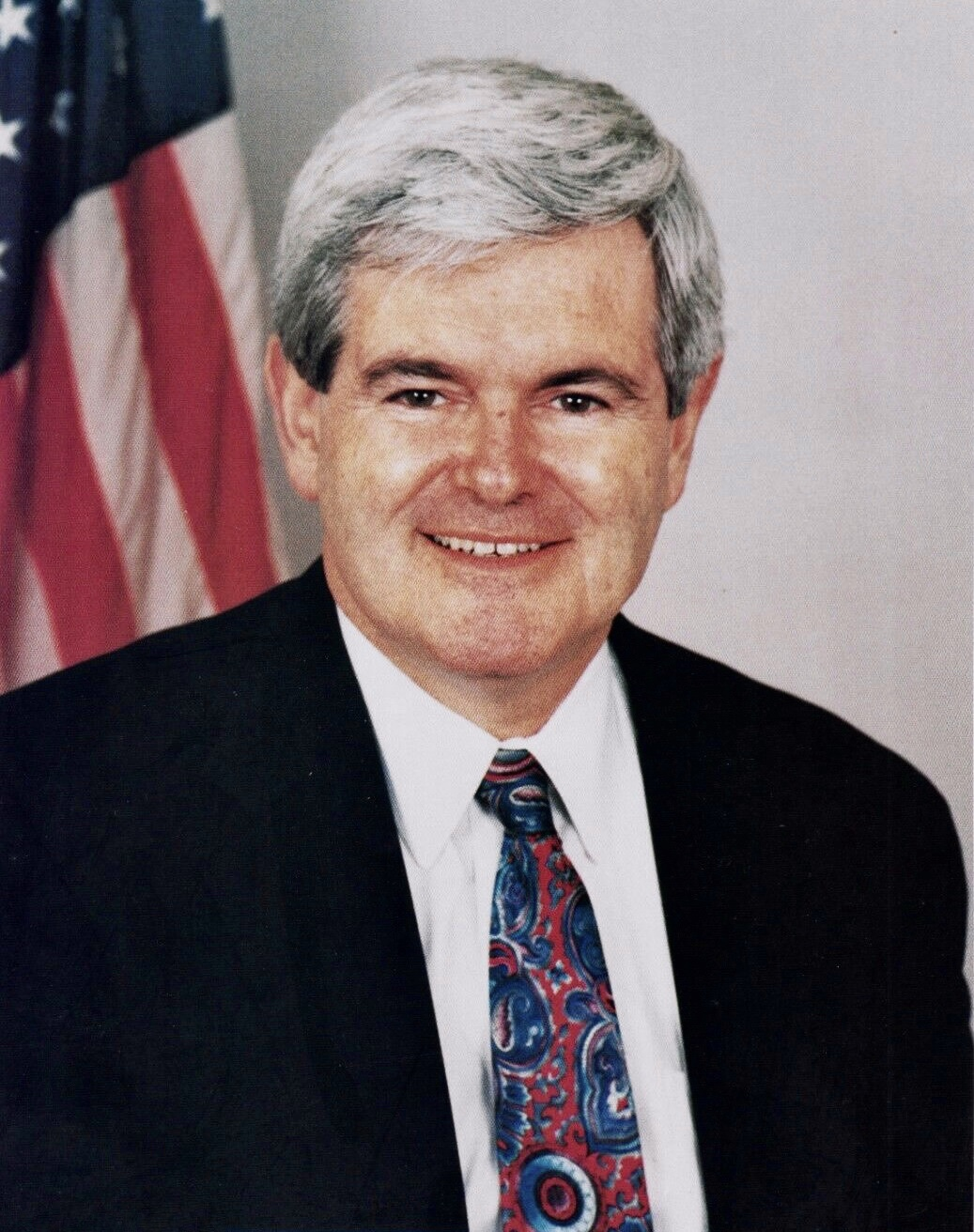
Newt Gingrich, co-auteur du contrat avec l'Amérique avec Dick Armey, accède à la présidence de la Chambre des représentants en 1995 à la suite de la révolution républicaine.

La révolution républicaine (en anglais : Republican Revolution) ou révolution de 1994 (1994 Revolution) est le nom que le Parti républicain donne à son succès aux élections législatives et élections sénatoriales américaines de 1994. Cette victoire politique se traduit par un gain de 54 sièges à la Chambre des représentants et de 8 sièges au Sénat. Le jour suivant l'élection, Richard Shelby, sénateur de l'Alabama et jusque-là membre du Parti démocrate, change d'affiliation et rejoint les républicains.

## Histoire
La victoire est attribuée aux stratèges politiques républicains Newt Gingrich, Dick Armey et Tom DeLay. Gingrich et Armey écrivent un programme intitulé « Contrat avec l'Amérique » (Contract with America) sur le modèle du discours sur l'état de l'Union du président Ronald Reagan de 1985. Nombre d'idées incluses dans le programme proviennent de l'Heritage Foundation, un cercle de réflexion conservateur.
Le gain de ces sièges durant ces élections permet aux républicains de contrôler les deux chambres du Congrès à partir du 3 janvier 1995. Cela fait alors 40 ans que les républicains ne disposent pas de la majorité à la Chambre des représentants, c'est-à-dire depuis la 83e législature fédérale (élue en 1952), dirigée par le républicain Joseph William Martin, Jr. à la présidence de la Chambre des représentants.
La première et plus visible conséquence de cette vague républicaine est le discours sur l'état de l'Union du président Bill Clinton en 1996 dans lequel il renonce officiellement à une partie de ses réformes à venir. Les républicains perdent la majorité au Sénat en 2001 et à la Chambre des représentants en 2007.